# Fritz Ecarius
Fritz Ecarius (* 4. Januar 1886 in Kaiserslautern; † 17. Juni 1966 in Kirchheimbolanden) war ein deutscher Verwaltungsjurist und von 1930 bis 1937 Oberbürgermeister von Ludwigshafen am Rhein.

## Leben
Ecarius entstammte einer protestantischen Beamtenfamilie. Nach dem Abitur am Humanistischen Gymnasium in Ludwigshafen (1904) studierte er Rechtswissenschaften in München (Mitglied des Corps Makaria), Heidelberg und Erlangen. 1911 bestand er die bayerische Staatsprüfung mit Prädikat. 1913 promovierte er zum Dr. jur. 
Nach Tätigkeiten als Rechtsanwalt in Oberhausen, Hannover und Erlangen trat er 1920 als Assessor beim Bezirksamt Pirmasens in den bayerischen Staatsdienst. 1921 wurde er zum rechtskundigen Stadtrat von Zweibrücken gewählt, 1928 zum Bürgermeister von Pforzheim. Am 8. Dezember 1930 wurde er Oberbürgermeister von Ludwigshafen. Zum 1. Mai 1933 trat er der NSDAP bei (Mitgliedsnummer 3.264.870). Ecarius galt als unpolitischer „Technokrat“, trat in der Öffentlichkeit aber stets in Loyalität zum nationalsozialistischen Staat auf. Nach Streitigkeiten mit dem Gauleiter Josef Bürckel über die Einführung der Gasfernversorgung in der Stadt wurde Ecarius 1937 bis zum Auslaufen seiner Amtszeit 1941 in den Wartestand versetzt.
Ecarius trat als Chefjustiziar und Personalchef in den Dienst der I.G. Farben ein, wo er unter anderem am Aufbau des Werks Schkopau bei Halle (Saale) mitwirkte. 1949 als „Nichtschuldiger“ klassifiziert, arbeitete er als Rechtsanwalt in Kirchheimbolanden. Als CDU-Mitglied war er von 1955 bis 1963 Mitglied des Landtages von Rheinland-Pfalz.

## Ehrungen
Aus Anlass seines 75. Geburtstages wurde Ecarius 1961 mit dem Großen Bundesverdienstkreuz ausgezeichnet. Zum 80. Geburtstag wurde er 1966 durch den rheinland-pfälzischen Staatsminister Schneider zum Justizrat ernannt.